# Laser ultra-intense
 (juin 2017).
Si vous disposez d'ouvrages ou d'articles de référence ou si vous connaissez des sites web de qualité traitant du thème abordé ici, merci de compléter l'article en donnant les références utiles à sa vérifiabilité et en les liant à la section « Notes et références ».
Le laser ultra-intense désigne un laser qui permet d’atteindre le régime de la physique à ultra haute intensité (ou UHI).
Ce laser génère des impulsions extrêmement courtes de l’ordre de quelques femtosecondes à quelques centaines de femtosecondes qui sont amplifiées par la technique d’amplification par dérive de fréquence (chirped pulse amplification en anglais). Il atteint alors une très haute puissance crête, de plusieurs centaines de térawatts à la dizaine de pétawatts (Laser BELLA, Apollon, Extreme Light Infrastructure), et une fois focalisé, il permet d’obtenir de très hautes concentrations d’énergie lumineuse dans un très faible volume et sur un temps très bref.